# Bonifatiuskapel
De Bonifatiuskapel is een rooms-katholiek bedevaartskapel in de Friese stad Dokkum. Volgens de gemeente Noardeast-Fryslân komen er elk jaar tussen de 25.000 en 40.000 pelgrims naar Dokkum.
De kapel is een ontwerp van Hendrik Willem Valk. Hij werd gebouwd in 1934, op de fundamenten van een niet-voltooid ontwerp van Valks leermeester Wolter te Riele. De eerste steen werd gelegd op 5 juni 1934 (Bonifatiusdag), door de deken van Leeuwarden, mgr. Vaas. Twee maanden later, op 6 augustus kon de kerk reeds worden ingewijd door mgr. J.H.G. Jansen, aartsbisschop van Utrecht en metropoliet van de Nederlandse rooms-katholieke kerkprovincie. De kerk is gewijd aan de heilige Bonifatius, die in het jaar 754 bij Dokkum werd vermoord.

## Inrichting
De bedevaartkerk is ingericht als een Romeins amfitheater. De ruim 1.600 zitplaatsen zijn in het halfrond gesitueerd. Het altaar en de zitplaatsen zijn overdekt. Ertussen bevindt zich een onoverdekte zogenaamde "Lichthof" die bedoeld is om de bezoeker de verbondenheid met de natuur te laten ervaren. Bovenlangs de zitplaatsen bevindt zich een processiegang, waarlangs de geschiedenis van Bonifatius wordt weergegeven. 

## Park
Rond de kapel is een park aangelegd. Hierin staan 14 kruiswegstaties van de beeldend kunstenaar Jac Maris. Ook staat er in het park een standbeeld van Titus Brandsma. Hij was een van de oprichters van de Broederschap van de H.H. Bonifatius en Gezellen en was actief in de bevordering van de bedevaart en de totstandkoming van de Bonifatiuskapel. Brandsma was degene die Jac Maris de opdracht gaf tot het vervaardigen van de kruiswegstaties.
Bij de kapel bevindt zich ook de Bonifatiusbron.

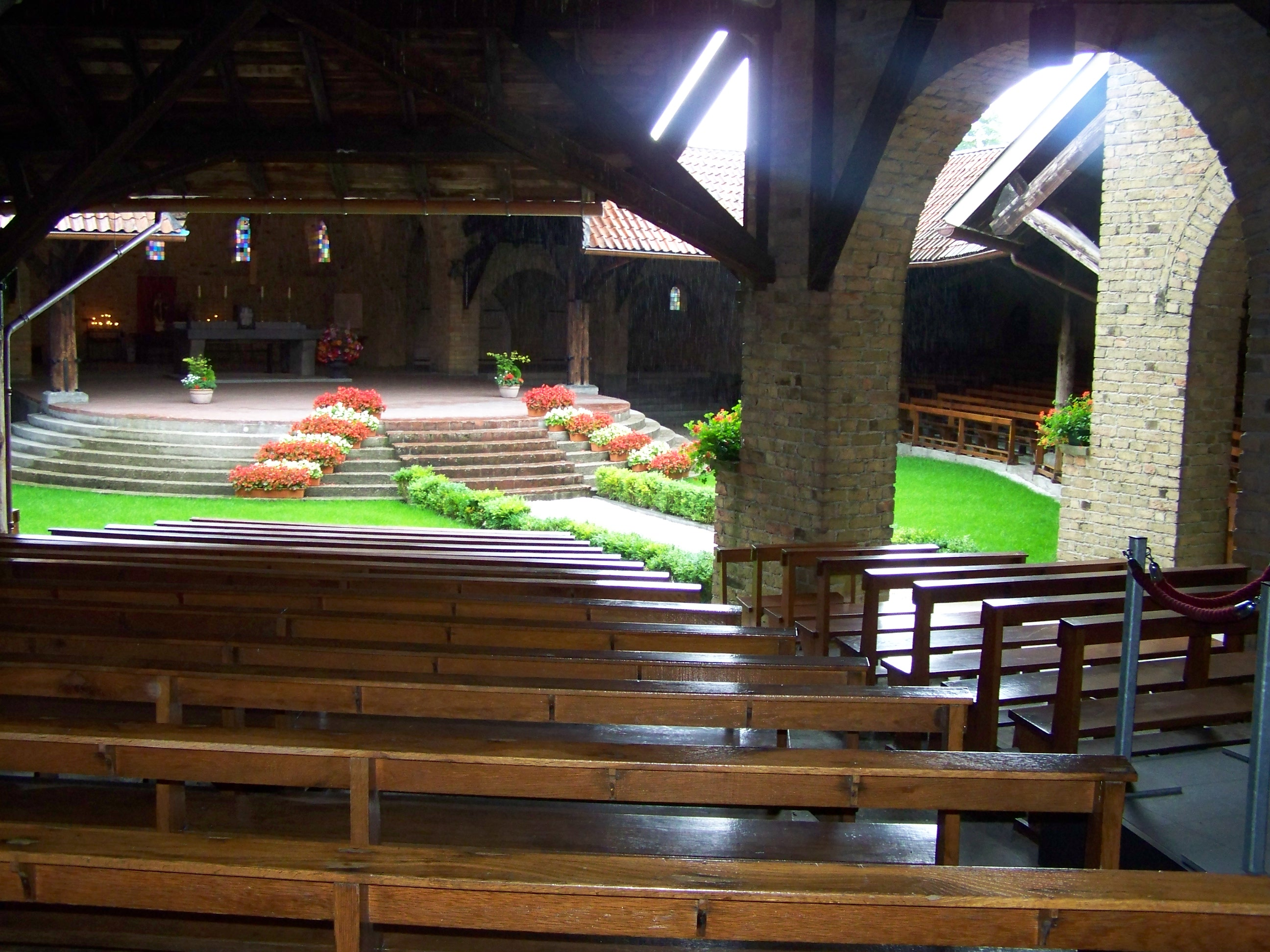
Interieur
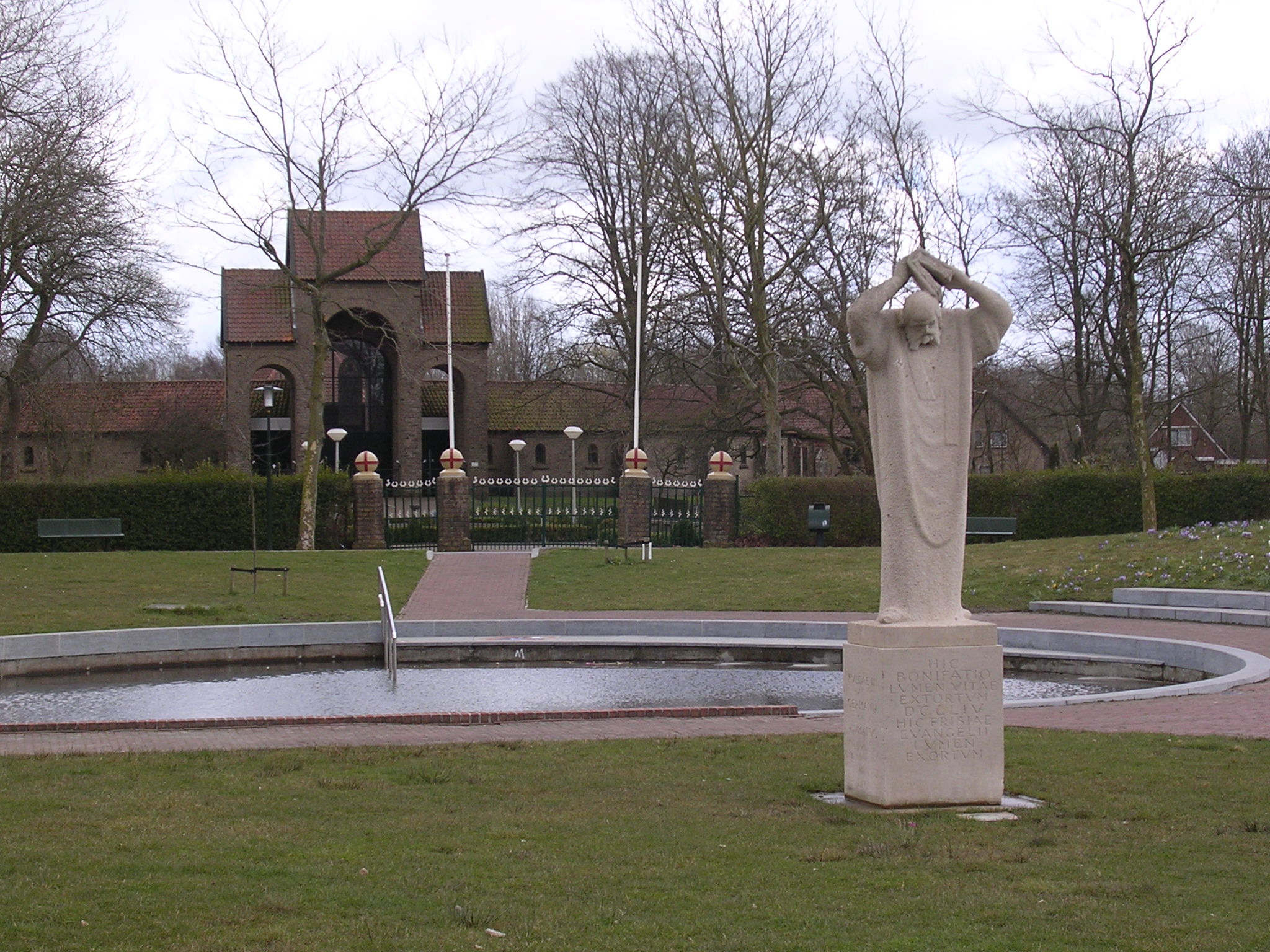
Standbeeld van Bonifatius, Bonifatiusbron en Bonifatiuskapel
- Bedevaart in 1952